# Guillén Peraza
Guillén Peraza (Sevilla, c. 1422 - La Palma, 1447) fue un hidalgo y conquistador castellano que participó en la conquista de las islas Canarias en el siglo XV.
Estaba llamado a convertirse en señor jurisdiccional de las islas Canarias tras su padre Hernán Peraza, pero su prematura muerte durante la conquista dejó la propiedad del señorío en manos de su hermana Inés Peraza y del marido de esta Diego García de Herrera.

## Biografía

### Orígenes y primeros años
Guillén nació hacia 1422 en la ciudad de Sevilla, siendo hijo primogénito del matrimonio formado entre Hernán Peraza el Viejo, fiel ejecutor de Sevilla y alcaide del castillo de Matrera en 1420, e Inés de las Casas, señora en parte de las islas Canarias. Era nieto por línea paterna de Gonzalo Pérez Martel, señor de Almonaster, recaudador mayor de las rentas de Sevilla, jurado de la collación de El Salvador de dicha ciudad y procurador en las Cortes de Madrid de 1391, y de su esposa Leonor Ruiz de Peraza, hija de Bartolomé Ruiz de Peraza, asimismo recaudador mayor de las rentas reales de Sevilla. Por la materna lo era de Juan de las Casas, señor en parte de Canarias, e Isabel González Mexía, apodada la Santa Mujer.
Fue vecino junto a sus padres de la collación de San Martín de la ciudad hispalense.
A la muerte de su madre hacia 1445, Guillén y su hermana Inés quedaron como herederos de sus bienes y propiedades. Entre estos se encontraba una extensa hacienda olivarera en Huévar del Aljarafe, que el 28 de junio de 1445 permutan con licencia de su padre por los derechos que su pariente Guillén de las Casas, fiel ejecutor de Sevilla, poseía sobre el señorío y conquista de Canarias. La permuta fue autorizada por el rey Juan II de Castilla el 13 de julio de 1447, logrando así Hernán Peraza la unificación del señorío insular.

### Traslado a Canarias y fallecimiento
A finales de 1447 Guillén y su padre se trasladan a Canarias para tomar posesión del señorío y proseguir la conquista. Mientras Hernán organiza el gobierno de Fuerteventura, Guillén pone rumbo a la isla de La Palma para conquistarla, si bien el profesor Juan Álvarez Delgado supone que el objetivo de esta expedición era realizar una razia y así sufragar los gastos del viaje. Las tropas, formadas por sevillanos e isleños, desembarcan en el bando de Tihuya en el oeste de la isla, internándose tierra adentro. Llegados a un punto, son atacados los aborígenes, siendo los conquistadores completamente derrotados, muriendo cerca de sesenta castellanos, entre ellos el propio Guillén. Este resulta muerto tras recibir una pedrada en la cabeza al ser reconocido por los aborígenes como capitán del asalto.
Aunque según el historiador Juan de Abréu Galindo el cuerpo de Guillén fue llevado a Lanzarote, modernas excavaciones arqueológicas en la iglesia de la Asunción de San Sebastián de La Gomera apuntan al posible hallazgo en ella de sus restos, sepultados bajo la capilla mayor de una primitiva ermita.

## Endechas a la muerte de Guillén Peraza
Sobre su muerte se escribieron unas endechas que fueron recogidas por Juan de Abréu Galindo en su obra Historia de la conquista de las siete islas de Gran Canaria, obra publicada en 1632 pero compuesta a finales del siglo anterior. Están consideradas como una de las primeras composiciones literarias en lengua castellana de Canarias.

Llorad las damas, si Dios os vala, / Guillén Peraza quedó en la Palma, / la flor marchita de la su cara. // No eres palma, eres retama, / eres ciprés de triste rama, / eres desdicha, desdicha mala. // Tus campos rompan tristes volcanes, / no vean placeres, sino pesares, / cubran tus flores los arenales. // Guillén Peraza, Guillén Peraza, / ¿dó está tu escudo?, ¿dó está tu lanza? / Todo lo acaba la malandanza.

Estas endechas fueron musicalizadas por el grupo folclórico Los Sabandeños en 1970 en su álbum Antología del folklore canario (volumen 1), y por el cantautor uruguayo Eduardo Darnauchans en su álbum Zurcidor de 1981.